# Suposada perillositat dels forns microones
Els forns microones són forns elèctrics que s'utilitzen per escalfar o descongelar aliments o fins i tot cuinar-hi. El menjar preparat és un gran factor consumidor d'aquests microones com a les llars, restaurants i centre de treball o estudi. Quan el menjar s'escalfa en el microones, les seves molècules es mouen a un ritme molt alt, a causa d'aquest moviment la integritat de l'estructura pateix. Hi ha una deformació de les molècules, per tant alhora de treure l'aliment obtenim un producte amb una estructura molecular completament diferent.
El microones no destrueix els nutrients dels aliments, els forns cuinen els aliments amb unes ones oscil·lants. Aquestes ones escalfen sobretot l'aigua dels aliments perquè la mouen a gran velocitat, és l'aigua la que eleva la temperatura de l'aliment, per això sempre s'escalfa primer el líquid que el sòlid. En resum, les ones d'aquests forns no trenquen els enllaços químics ni tampoc originen canvis moleculars en els aliments.

## Factors perillosos de l'ús del forn microones
- Canvis en l'estructura de l'escorça cerebral.
- El cos no pot digerir l'aliment amb tanta facilitat.
- Promou un desenvolupament negatiu a les hormones femenines i masculines.
- No es digereixen les vitamines i els minerals, aquestes s'adhereixen a les parets dels vasos sanguinis i les articulacions del nostre cos.
- La coagulabilitat de la sang disminueix, de manera que les ferides es curen pitjor.[2]

## Riscs
Oficialment són innocus (inofensius), les ones electromagnètiques que genera no són radioactives i només actuen quan el forn està en funcionament. No obstant això, el seu ús presenta serioses alarmes i la pròpia OMS ha establert mesures de seguretat sobre com és la manera correcta de fer-los servir de manera segura: 
- Risc de fuga electromagnètica: la porta ha d'estar ben tancada per evitar contacte electromagnètic amb la persona que ho està manipulant.
- Risc de contaminació alimentària: no distribueix la calor per tot l'aliment, s'ha d'utilitzar varies vegades per garantir que destrueix els microorganismes.
- Risc de cremades: Aconsegueix temperatures molt altes, pot produir un bull en aliments líquids destapats, o en introduir una cullera.
- Risc de contaminació química: s'han d'usar recipients específics, ja que molts de plàstics poden perjudicar-nos a causa de composts tòxics en contacte amb aliments grassos. Són adequats el vidre i la ceràmica, però no el metall.[3]